# Grand Prix Formule 1 van Australië 1997
De Grand Prix Formule 1 van Australië 1997 werd gehouden op 9 maart 1997 in Melbourne.

## Verslag

### Kwalificatie
Jacques Villeneuve kwalificeerde zich op de pole-position, bijna twee seconden sneller dan zijn teamgenoot Heinz-Harald Frentzen die de tweede startplaats innam. Slechts zes rijders wisten zich binnen de drie seconden van de pole-position te kwalificeren. De kwalificatie werd onderbroken na een botsing tussen Gerhard Berger en Nicola Larini. Hierdoor moesten nog heel wat rijders aan het eind van de sessie een snel rondje neerzetten. Damon Hill had erg veel problemen om zich binnen de 107% van de pole-tijd te kwalificeren door een olielek. Beide Lola's wisten zich niet te kwalificeren, hun tijden waren meer dan tien seconden trager dan die van Villeneuve.

### Race
Hill moest met problemen aan het gaspedaal al opgeven in de opwarmronde. In de eerste bocht raakte Eddie Irvine Villeneuve en Johnny Herbert, waardoor de drie rijders uitvielen. Beide Jordans vielen ook vroeg uit: Ralf Schumacher met versnellingsbakproblemen, Giancarlo Fisichella spinde van de baan toen hij Rubens Barrichello probeerde in te halen. Jos Verstappen spinde van de baan toen hij Ukyo Katayama probeerde in te halen. Jean Alesi moest opgeven toen hij zonder benzine viel, ondanks dat zijn pitcrew hem al vijf ronden eerder binnenriep. David Coulthard bleef met zijn zilveren McLaren-Mercedes uit de problemen en pakte zijn tweede overwinning, de eerste overwinning voor het team in vier jaar. Michael Schumacher werd tweede nadat Heinz-Harald Frentzen problemen kreeg met de remmen, drie ronden voor het einde van de race. Mika Häkkinen vervolledigde het podium.

## Uitslag
| Positie | Nummer | Rijder                | Team                 | Ronden | Tijd/Opgave         | Startplaats | Punten |
| ------- | ------ | --------------------- | -------------------- | ------ | ------------------- | ----------- | ------ |
| 1       | 10     | David Coulthard       | McLaren-Mercedes     | 58     | 1:30:28.718         | 4           | 10     |
| 2       | 5      | Michael Schumacher    | Ferrari              | 58     | +20.046             | 3           | 6      |
| 3       | 9      | Mika Häkkinen         | McLaren-Mercedes     | 58     | +22.177             | 6           | 4      |
| 4       | 8      | Gerhard Berger        | Benetton-Renault     | 58     | +22.841             | 10          | 3      |
| 5       | 14     | Olivier Panis         | Prost-Mugen-Honda    | 58     | +1:00.308           | 9           | 2      |
| 6       | 17     | Nicola Larini         | Sauber-Petronas      | 58     | +1:36.040           | 13          | 1      |
| 7       | 15     | Shinji Nakano         | Prost-Mugen-Honda    | 56     | +2 Rondes           | 16          |        |
| 8       | 4      | Heinz-Harald Frentzen | Williams-Renault     | 55     | Remmen              | 2           |        |
| 9       | 14     | Jarno Trulli          | Minardi-Hart         | 55     | +3 Rondes           | 17          |        |
| 10      | 2      | Pedro Diniz           | Arrows-Yamaha        | 54     | +4 Rondes           | 22          |        |
| NF      | 22     | Rubens Barrichello    | Stewart-Ford         | 49     | Motor               | 11          |        |
| NF      | 19     | Mika Salo             | Tyrrell-Ford         | 42     | Motor               | 18          |        |
| NF      | 23     | Jan Magnussen         | Stewart-Ford         | 36     | Ophanging           | 19          |        |
| NF      | 7      | Jean Alesi            | Benetton-Renault     | 34     | Benzine             | 8           |        |
| NF      | 20     | Ukyo Katayama         | Minardi-Hart         | 32     | Elektrisch probleem | 15          |        |
| NF      | 12     | Giancarlo Fisichella  | Jordan-Peugeot       | 14     | Spin                | 14          |        |
| NF      | 18     | Jos Verstappen        | Tyrrell-Ford         | 2      | Spin                | 21          |        |
| NF      | 11     | Ralf Schumacher       | Jordan-Peugeot       | 1      | Versnellingsbak     | 12          |        |
| NF      | 3      | Jacques Villeneuve    | Williams-Renault     | 0      | Botsing             | 1           |        |
| NF      | 6      | Eddie Irvine          | Ferrari              | 0      | Botsing             | 5           |        |
| NF      | 16     | Johnny Herbert        | Sauber-Petronas      | 0      | Botsing             | 7           |        |
| DNS     | 1      | Damon Hill            | Arrows-Yamaha        | 0      | Gaspedaal           | 20          |        |
| NQ      | 24     | Vincenzo Sospiri      | Lola MasterCard-Ford | -      | Niet gekwalificeerd | 23          |        |
| NQ      | 25     | Ricardo Rosset        | Lola MasterCard-Ford | -      | Niet gekwalificeerd | 24          |        |

## Statistieken
| Pole-position | Jacques Villeneuve    | Williams-Renault | 1:29.396 |
| Snelste ronde | Heinz-Harald Frentzen | Williams-Renault | 1:30.585 |

## Noot
- Dit was het debuut van de Italiaanse coureur Vincenzo Sospiri, de Duitse coureur (en toekomstig Grand Prix-winnaar) Ralf Schumacher, de Japanse coureur Shinji Nakano, en de Italiaanse coureur (en toekomstig Grand Prix-winnaar) Jarno Trulli.
- Ralf en Michael Schumacher waren het vierde broederpaar in de Formule 1 die in eenzelfde race participeerden, na de broers Wilson, jr. en Emerson Fittipaldi, Jody en Ian Scheckter en Gilles en Jacques Villeneuve, sr.
- Eerste snelste ronde en eerste rondes als raceleider voor Heinz-Harald Frentzen.

1949 · 1985 · 1986 · 1987 · 1988 · 1989 · 1990 · 1991 · 1992 · 1993 · 1994 · 1995 · 1996 · 1997 · 1998 · 1999 · 2000 · 2001 · 2002 · 2003 · 2004 · 2005 · 2006 · 2007 · 2008 · 2009 · 2010 · 2011 · 2012 · 2013 · 2014 · 2015 · 2016 · 2017 · 2018 · 2019 · 2020 · 2021 · 2022 · 2023 · 2024 · 2025